# Singer 1½ litre Le Mans
Der Singer 1½ litre Le Mans ist ein Roadster, den der britische Automobilhersteller Singer von 1935 bis 1936 als größere Ergänzung zum 9 Le Mans herstellte.
Die Auslegung entsprach der des 9 Le Mans, jedoch waren Radstand mit 2756 mm und Spur mit 1321 mm deutlich größer. Der Name „Le Mans“ sollte an die Erfolge des Modells 9 Sports beim 24-Stunden-Rennen von Le Mans 1933 erinnern.
Der Sechszylinder-Reihenmotor hatte einen Hubraum von 1493 cm³ Hubraum (Bohrung × Hub = 59 mm × 91 mm) mit obenliegender Nockenwelle leistete – beatmet von drei SU-Vergasern – 48 bhp (35 kW) bei 4600/min. So erreichte der Sportwagen eine Höchstgeschwindigkeit von 134,6 km/h.
Ende 1936 wurde der Bau der Le-Mans-Modelle eingestellt. Der 1½ litre erhielt keinen Nachfolger – es war zusammen mit dem gleichzeitig gebauten Modell 16 das letzte Sechszylindermodell der Marke.